# پاولوتسی
پاولوتسی (به بلغاری: Pavlevtsi) یک منطقهٔ مسکونی در بلغارستان است که در تریاونا واقع شده‌است.